# (8013) Gordonmoore
(8013) Gordonmoore est un astéroïde Amor découvert le 18 mai 1990 par Eleanor F. Helin à l'observatoire Palomar.